# Institut des arts de diffusion
Pour les articles homonymes, voir IAD.
 (décembre 2018).
L'Institut des arts de diffusion, en abrégé IAD, est une école supérieure des arts (ESA) belge dans le domaine des arts du spectacle et des techniques de diffusion et de communication.
Il fait partie du réseau libre subventionné par la Communauté française de Belgique, est situé à Louvain-la-Neuve et fait partie du Pôle Louvain qui regroupe les hautes écoles et l'école supérieure des arts du Brabant wallon, autour de l'université de Louvain.
Il s'agit d'une des deux écoles de cinéma reconnues en Belgique francophone, l'autre étant l'INSAS à Bruxelles.

## Options
- Écriture
- Réalisation
- Production
- Montage-Scripte
- Image
- Son
- Infographie & Multimédia
- Théâtre (Interprétation dramatique)
- Agrégation

## Historique

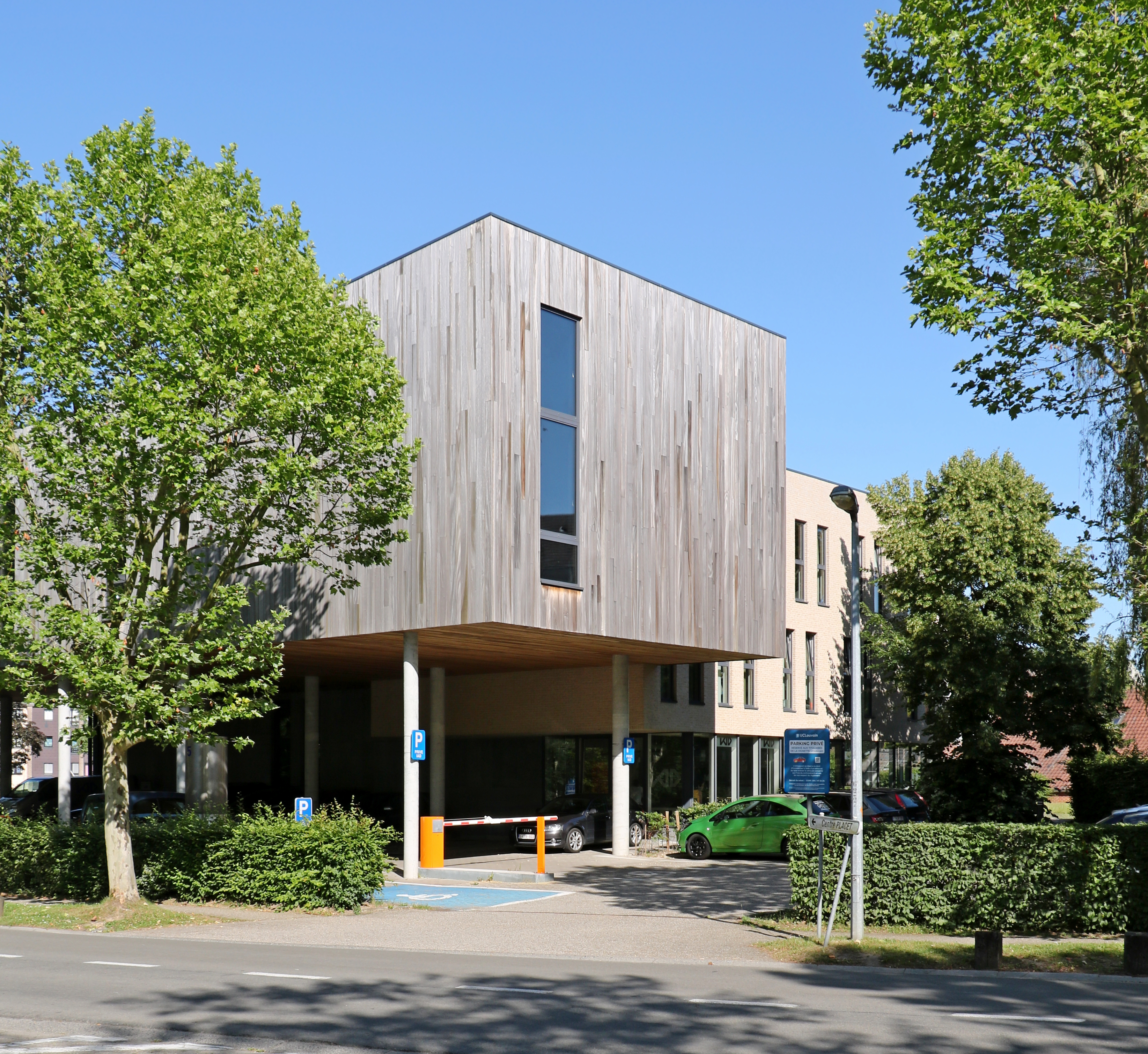
L'entrée du bâtiment, sur la route de Blocry.

L'Institut des arts de diffusion est fondé en 1959 au sein de l'Institut Saint-Luc de Tournai, un an après la fondation de l'Institut des hautes études des communications sociales au sein de celui-ci (désormais à Bruxelles).
Dès sa création, l'Institut des arts de diffusion a eu pour ambition d'organiser un enseignement qui embrasserait l'ensemble des disciplines relevant des domaines du cinéma, de la télévision, de la radio, du théâtre et, plus tard, des nouvelles technologies de l'information. L'IAD n'a cessé de se développer et de se diversifier au fur et à mesure de l'extension des arts de diffusion et du spectacle.
Classé dans un premier temps dans l'enseignement supérieur technique, l'IAD a d'abord concentré son enseignement autour des arts de diffusion : le cinéma, la télévision, la radio et le théâtre.
En 1964, l'enseignement de l'IAD s'étend aux arts du spectacle et aux techniques de diffusion : mise en scène de théâtre, image, son, montage et scripte.
En 1971, l'orientation de la formation dispensée par l'IAD a entraîné son classement dans l'Enseignement supérieur artistique.
En 1997, face au développement des nouvelles technologies de l'information, l'IAD intègre une nouvelle discipline dans son enseignement : le multimédia.
Au 1er septembre 2003, 1 731 étudiants ont terminé l'IAD.
En 2006, on voit dans le film Dikkenek deux étudiants se réclamant de l'IAD interviewer François Damiens (ils en arborent un tee-shirt).
Le 5 janvier 2015, l'IAD entre dans son nouveau bâtiment ; le premier dont elle est propriétaire (route de Blocry 5, les autres appartiennent comme la majorité de la ville, à l'UCLouvain).